# Die schweigsame Frau
Die schweigsame Frau (dansk: Den stilfærdige kone) er en opera i tre akter af Richard Strauss til en libretto af Stefan Zweig efter Ben Jonsons Epicoene or the Silent Woman.

## Opførelseshistorie
Værket blev uropført på Dresdens Semperoper den 24. juni 1935 med Karl Böhm som dirigent.
Operaen er en af Strauss' mindre succeser. Strauss' parløb med en jødisk tekstforfatter i Tyskland i 1935 blev mødt med fjendtlige reaktioner fra Hitler og Goebbels. Efter krigen er værket blevet opført relativt få gange.
Det havde premiere i USA på New York City Opera den 7. oktober 1958 og har desuden kunnet opleves i Santa Fe i 1987 og 1991 og på Garsington Opera i 2003.

## Roller
| Rolle                                 | Stemmetype       | Originalbesætning, 24, juni 1935 (Dirigent: Karl Böhm) |
| ------------------------------------- | ---------------- | ------------------------------------------------------ |
| Sir Morosus, pensioneret admiral      | Bas              | Friedrich Plaschke                                     |
| Enkefru Zimmerlein, hans husholderske | Alt              | Helen Jung                                             |
| Schneidebart, barber                  | Høj baryton      | Mathieu Ahlersmeyer                                    |
| Henry Morosus, admiralens nevø        | Høj tenor        | Martin Kremer                                          |
| Aminta, hans kone                     | Koloratursopran  | Maria Cebotari                                         |
| Isotta, operasanger                   | Koloraturasopran | Erna Sack                                              |
| Carlotta, operasanger                 | Mezzosopran      | Maria Hundt                                            |
| Morbio, operasanger                   | Baryton          | Rudolf Schmalnauer                                     |
| Vanuzzi, operasanger                  | Dyb bas          | Kurt Böhme                                             |
| Farfallo, operasanger                 | Dyb bas          | Ludwig Ermold                                          |
| Papegøjen                             | Talerolle        |                                                        |
| Andre skuespillere, naboer            |                  |                                                        |

## Synopsis
Den rige, pensionerede admiral sir Morosus, kan ikke tåle støj, navnlig ikke fra sin snakkesalige husholderske. Hans barber foreslår, at hun erstattes af en rolig ung kone. Morosus mener ikke, at der findes tavse kvinder, og at han er for gammel til at gifte sig. Hans længe savnede nevø Henry dukker op og bliver inviteret til at blive med sin kone Aminta og et par venner. Da det imidlertid viser sig, at det drejer sig om nogle venner fra en operatrup, som med deres prøver forvandler Morosus' hus til et støjende teater, smider han dem ud og gør Henry arveløs. Han betror sin barber at finde en passende kvinde. Barberen henvender sig til Henry og de lægger planer om at præsentere Morusus for tre kvinder, som blot er dem fra operatruppen i forklædning. Morusus afviser både Carlotta og Isotta, men bliver forelsket i den der er mest stille, Timidia (Aminta). Så såre ægteskabet er beseglet, viser hun sin sande støjende natur – og ønsker tilmed at holde en papegøje som kæledyr. Henry lover at få ægteskabet annulleret næste år, men det vil Timidia ikke høre tale om, da hun ønsker at forblive fru Morosus. Morosus' skilsmisseanmodning afvises, men da han er ved at give op, afsløres bedraget. Hans vrede bliver til latter, og truppen hilser ham. Aminta viser sig som en kærlig datter og Morosus genindsætter Henry som arving: "Wie wunderbar ist doch eine junge, schweigsame Frau, – aber wie wunderbar erst, wenn sie die Frau eines andern bleibt!" (Hvor vidunderlig er ikke en ung, stilfærdig hustru – men først rigtig vidunderligt, når hun er en andens!")

## Diskografi
| År   | Besætning (Henry Morosus, Sir Morosus, Husholdersken, Schneidebart, Aminta)          | Dirigent, operahus og orkester                                                                                   | Pladeselskab                        |
| ---- | ------------------------------------------------------------------------------------ | --- | ----------------------------------- |
| 1959 | Fritz Wunderlich, Hans Hotter, Georgine von Milinkovic, Hermann Prey, Hilde Gueden   | Karl Böhm, Wiener Philharmoniker und Chor                                                                        | Audio CD: DG Cat: GD 445 335-2      |
| 1971 | Donald Grobe, Kurt Böhme, Martha Mödl, Barry McDaniel, Reri Grist                    | Wolfgang Sawallisch, Bayerische Staatsorchester und Chor (Liveoptagelse fra Nationaltheater i München, 14. juli) | Audio CD: Orfeo, Cat: C 516 992 I   |
| 1977 | Eberhard Büchner, Theo Adam, Annelies Burmeister, Wolfgang Schöne, Jeanette Scovotti | Marek Janowski, Staatskapelle Dresden, og Dresden Statsoperas kor                                                | Audio CD: Testament Cat: CMS5660332 |